# Spongiobranchaea
Spongiobranchaea is een geslacht van weekdieren uit de klasse van de Gastropoda (slakken).

## Soorten
- Spongiobranchaea australis d'Orbigny, 1836
- Spongiobranchaea intermedia Pruvot-Fol, 1926